# Bitwa o Ustrzyki Dolne

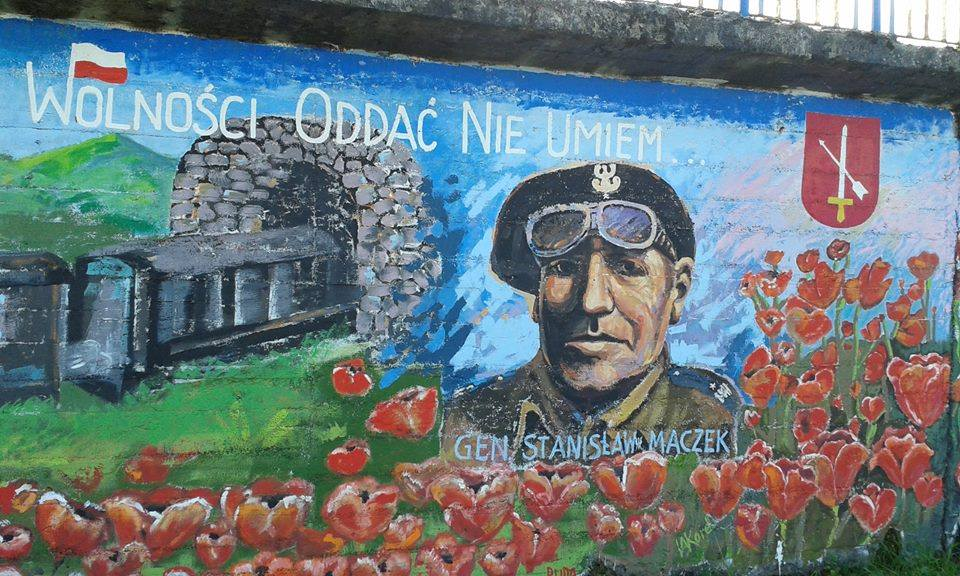
Pamiątkowy mural ku czci generała Stanisława Maczka przy stacji kolejowej w Ustrzykach Dolnych

Bitwa o Ustrzyki Dolne – bitwa stoczona 20 listopada 1918 roku w trakcie wojny polsko-ukraińskiej przez oddziały Wojska Polskiego z Ukraińską Armią Halicką.

## Tło sytuacyjne
Ustrzyki Dolne zamieszkałe głównie przez ludność żydowską i polską oraz w mniejszym stopniu także ukraińską, zostały opanowane przez oddziały Ukraińskiej Armii Halickiej w pierwszych dniach listopada 1918 roku, tuż po rozpoczęciu wojny polsko-ukraińskiej. Jednocześnie od 1 listopada trwały walki o Lwów, w którym nie było regularnych oddziałów Wojska Polskiego, a po broń chwycili mieszkańcy. Miasto znajdowało się niemal w całkowitym okrążeniu, w głębi terenu będącego pod kontrolą ukraińską, a przerzutu wojsk i zaopatrzenia można było dokonywać tylko jedną linią kolejową z Przemyśla. Polskie dowództwo uznało, że to nie wystarczy do utrzymania miasta. Druga linia austriackiej kolei żelaznej prowadząca do Lwowa od południa, wiodła z opanowanego przez Polaków Krosna przez m.in. Ustrzyki Dolne, Chyrów i Sambor. Dlatego stacjonujące w Krośnie polskie dowództwo podjęło decyzję o wybiciu drugiej ścieżki do oblężonego miasta. Pierwszym celem na tej drodze były Ustrzyki Dolne, co też miało pomóc w odsieczy broniącego się Lwowa oraz utrzymanie wyzwolonego już wcześniej Przemyśla.

## Przebieg bitwy
Do poprowadzenia ataku wyznaczono por. Stanisława Maczka, młodego oficera z dużym doświadczeniem nabytym w armii austriackiej. Objął on dowództwo nad pociągiem pancernym „Kozak” i kompanią ok. 120 żołnierzy. 20 listopada 1918 roku Maczek wyruszył ze swoim oddziałem ze stacji kolejowej w Krośnie i nie niepokojony przez nikogo dojechał nim na dworzec w Ustrzykach Dolnych. Zaskoczenie przeciwnika było całkowite. Polscy żołnierze wyskoczyli z pociągu i zaatakowali wroga w rejonie dworca. Krótka walka na bagnety przesądziła o wyniku bitwy. Jednocześnie w Ustrzykach znajdował się także ukraiński pociąg pancerny, który ostrzelany przez maczkowców nie zdołał otworzyć ognia. Polacy zdobyli na wrogu cztery działa polowe.
Walki pomiędzy Wojskiem Polskim i Ukraińską Halicką Armią pod Chyrowem weszły w fazę krytyczną w dniach 5-6 grudnia 1918 r. Dowództwo polskie w Chyrowie otrzymało wówczas informacje zebrane przez wywiad i patrole rozpoznawcze o planowanym na 6 grudnia uderzeniu ukraińskim na Chyrów, jak i o ataku z lewego skrzydła, który miał zamknąć okrążenie sił polskich wokół Chyrowa i spowodować zajęcie Ustrzyk Dolnych. W celu uniemożliwienia realizacji tego planu, 5 grudnia z Chyrowa został wysłany do Ustrzyk Dolnych oddział por. Henryka Pietrzaka z 10 pułku piechoty, wsparty oddziałem krakowskich ochotników i polskiej obywatelskiej milicji z Ustrzyk Dolnych, dowodzonym przez ppor. Tarnowskiego. Ich zadaniem było zabezpieczenie miasta wraz ze stacją kolejową na wypadek ataku sił ukraińskich od strony Hoszowa. 6 grudnia oddział ten, po dotarciu koleją z Chyrowa do Ustrzyk Dolnych, wyruszył w stronę Hoszowa. Doszło tam do dwugodzinnej walki w zimowej scenerii z zaskoczonym pojawieniem się oddziału Wojska Polskiego przeciwnikiem. Jej efektem było rozbicie oddziału ukraińskiego, zaś do niewoli wzięto 23 (według innych źródeł 38) jeńców i zdobyto sporo wojskowego sprzętu. Oddział por. Henryka Pietrzaka dotarłszy przez Rabe do Ustrzyk Dolnych, pozostawił tam jeńców i powrócił do Chyrowa, podejmując kolejne walki, aż w końcu Ustrzyki i okolice zostały zdobyte przez wojsko polskie, a armia ukraińska całkowicie się wycofała.
W tym czasie stacjonująca w Lutowiskach Bojkowska Brygada UHA kontrolowała rejon Czarnej, Zadwórza i Rabego, siłami dwóch sotni. Łącznie cztery sotnie tworzyły tzw. Pierwszy Leski Kureń. Jego zadaniem było obsadzenie linii polsko-ukraińskiego frontu na odcinku od Hoszowa do dawnej granicy węgierskiej (od 1918 r. polsko-czechosłowackiej), do czego jednak nie doszło ze względu na skuteczne działanie wojska polskiego, dzięki czemu z tych rejonów Ukraińcy także się wycofali.

## Znaczenie bitwy
Niewielkie starcie w Ustrzykach Dolnych, poprzez szybkie zajęcie dworca na strategicznej trasie kolejowej, otworzyło Wojsku Polskiemu duże możliwości. Dalsze natarcie na wschód początkowo rozwijało się pomyślnie i zaowocowało zdobyciem Chyrowa 16 grudnia. Ofensywa została jednak zatrzymana pod Samborem, którego Polakom nie udało się zdobyć; w efekcie druga linia zaopatrzeniowa do Lwowa nie została otwarta. Stolica Galicji wytrzymała jednak w oblężeniu z jedną linią aż do maja, kiedy została uwolniona przez generalną polską ofensywę. 

## Po bitwie
Po wyzwoleniu miasta przez Wojsko Polskie, Ustrzyki Dolne były jeszcze kilkakrotnie atakowane przez siły przeciwnika, m.in. w styczniu 1919 roku kolumna nacierających wojsk ukraińskich została rozbita przez polską kawalerię nieopodal wsi Równia. Nigdy już jednak nie udało się Ukraińcom zdobyć miasta.
24 listopada, ppłk Józef Swoboda, podczas spotkania z przedstawicielami żydowskiej społeczności Ustrzyk Dolnych, zażądał od nich 300 000 koron okupu, który miał być dostarczony w przeciągu godziny. Zdaniem Swobody, miejscowi Żydzi mieli kolaborować z Ukraińcami. W przypadku odmowy zapłacenia, zagroził, że zniszczy dzielnice żydowską przy użyciu pociągu pancernego. Żydom udało się zebrać 59 337.82 koron. Informacja o żądaniu Swobody dotarła do Zygmunta Lasockiego, członka Polskiej Komisji Likwidacyjnej, który uznał ją za nielegalną. Pomimo tego, Swobodzie udało się zebrać jeszcze dodatkowych 90 000 koron.

## Pamięć
W 2010 roku grupa mieszkańców Ustrzyk Dolnych w ramach wolontariatu wykonała mural w pobliżu dworca w Ustrzykach Dolnych na cześć porucznika (później generała) Stanisława Maczka i jego walki w pociągu pancernym.
W listopadzie 2020 roku w Ustrzykach Dolnych osłonięto pomnik Stanisława Maczka, ustawiony pomiędzy kościołem Najświętszej Maryi Panny Królowej Polski a zabytkowym dworcem kolejowym, na którym odbyła się bitwa z 1918 roku.